# Seznam měst, obcí a vojenských obvodů na Slovensku, S–Ž
Toto je kompletní seznam slovenských měst, obcí a vojenských obvodů.
- Seznam měst, obcí a vojenských obvodů na Slovensku, A–G
- Seznam měst, obcí a vojenských obvodů na Slovensku, H–L
- Seznam měst, obcí a vojenských obvodů na Slovensku, M–R
- Seznam měst, obcí a vojenských obvodů na Slovensku, S–Ž

A B C Č D E F G H Ch I J K L M N Ň O P R S Š T Ť U V Z Ž

## S
| Jméno                 | Okres                | Kraj                 | Německy                                | Maďarsky                     |
| --------------------- | -------------------- | -------------------- | -------------------------------------- | ---------------------------- |
| Sabinov               | Sabinov              | Prešovský kraj       | Zeben                                  | Kisszeben                    |
| Sačurov               | Vranov nad Topľou    | Prešovský kraj       |                                        | Szacsúr                      |
| Sádočné               | Považská Bystrica    | Trenčínský kraj      |                                        | Szádecsne                    |
| Sady nad Torysou      | Košice-okolí         | Košický kraj         |                                        | Izdobabeszter                |
| Salka                 | Nové Zámky           | Nitranský kraj       |                                        | Ipolyszalka                  |
| Santovka              | Levice               | Nitranský kraj       |                                        | Szántó                       |
| Sap                   | Dunajská Streda      | Trnavský kraj        |                                        | Szap                         |
| Sása                  | Revúca               | Banskobystrický kraj | Sachsa bei Großsteffelsdorf            | Szásza                       |
| Sása                  | Zvolen               | Banskobystrický kraj | Sächsisch Pleischwitz                  | Szászpelsőc                  |
| Sasinkovo             | Hlohovec             | Trnavský kraj        |                                        | Ság                          |
| Sazdice               | Levice               | Nitranský kraj       | Sast                                   | Százd                        |
| Sebedín-Bečov         | Banská Bystrica      | Banskobystrický kraj |                                        | Szebedénybecsó               |
| Sebedražie            | Prievidza            | Trenčínský kraj      | Siebenandreas                          | Szebed                       |
| Sebechleby            | Krupina              | Banskobystrický kraj | Siebenbrot                             | Szebelléb                    |
| Seč                   | Prievidza            | Trenčínský kraj      |                                        | Divékszécs                   |
| Sečianky              | Veľký Krtíš          | Banskobystrický kraj |                                        | Ipolyszécsényke              |
| Sečovce               | Trebišov             | Košický kraj         |                                        | Gálszécs                     |
| Sečovská Polianka     | Prešov               | Prešovský kraj       |                                        | Szécsmező                    |
| Sedliacka Dubová      | Dolný Kubín          | Žilinský kraj        |                                        | Parasztdubova                |
| Sedlice               | Prešov               | Prešovský kraj       |                                        | Szedlice                     |
| Sedliská              | Vranov nad Topľou    | Prešovský kraj       |                                        | Telekháza                    |
| Sedmerovec            | Ilava                | Trenčínský kraj      |                                        | Szedmerőc                    |
| Sejkov                | Sobrance             | Košický kraj         |                                        | Székó                        |
| Sekule                | Senica               | Trnavský kraj        | Seckeln                                | Székelyfalva                 |
| Seľany                | Veľký Krtíš          | Banskobystrický kraj |                                        | Szelény                      |
| Selce                 | Banská Bystrica      | Banskobystrický kraj | Seltz                                  | Szelcse                      |
| Selce                 | Krupina              | Banskobystrický kraj |                                        | Szelenc                      |
| Selce                 | Poltár               | Banskobystrický kraj |                                        | Telep                        |
| Selec                 | Trenčín              | Trenčínský kraj      |                                        | Szelec                       |
| Selice                | Šaľa                 | Nitranský kraj       |                                        | Szelőce                      |
| Semerovo              | Nové Zámky           | Nitranský kraj       |                                        | Komáromszemere               |
| Seňa                  | Košice-okolí         | Košický kraj         | Schena                                 | Abaújszina                   |
| Senec                 | Senec                | Bratislavský kraj    | Wartberg                               | Szenc                        |
| Seniakovce            | Prešov               | Prešovský kraj       |                                        | Senyék                       |
| Senica                | Senica               | Trnavský kraj        | Senitz                                 | Szenice                      |
| Senné                 | Michalovce           | Košický kraj         | Sönne in der Ung                       | Ungszenna                    |
| Senné                 | Veľký Krtíš          | Banskobystrický kraj |                                        | Nógrádszenna                 |
| Senohrad              | Krupina              | Banskobystrický kraj |                                        | Szénavár                     |
| Sereď                 | Galanta              | Trnavský kraj        | Neumittelmarkt                         | Szered                       |
| Sielnica              | Zvolen               | Banskobystrický kraj |                                        | Szélnye                      |
| Sihelné               | Námestovo            | Žilinský kraj        |                                        | Szihelne                     |
| Sihla                 | Brezno               | Banskobystrický kraj | Siegelglashütte                        | Szikla                       |
| Sikenica              | Levice               | Nitranský kraj       |                                        | Peszektergenye               |
| Sikenička             | Nové Zámky           | Nitranský kraj       |                                        | Kisgyarmat                   |
| Siladice              | Hlohovec             | Trnavský kraj        |                                        | Szilád                       |
| Silica                | Rožňava              | Košický kraj         | Schilitz                               | Szilice                      |
| Silická Brezová       | Rožňava              | Košický kraj         |                                        | Szádvárborsa                 |
| Silická Jablonica     | Rožňava              | Košický kraj         |                                        | Jablonca                     |
| Sirk                  | Revúca               | Banskobystrický kraj |                                        | Szirk                        |
| Sirník                | Trebišov             | Košický kraj         |                                        | Szürnyeg                     |
| Skačany               | Partizánske          | Trenčínský kraj      |                                        | Szkacsány                    |
| Skalica               | Skalica              | Trnavský kraj        | Skalitz                                | Szakolca                     |
| Skalité               | Čadca                | Žilinský kraj        |                                        | Sziklaszoros                 |
| Skalka nad Váhom      | Trenčín              | Trenčínský kraj      |                                        | Vágsziklás                   |
| Skároš                | Košice-okolí         | Košický kraj         |                                        | Eszkáros                     |
| Skerešovo             | Revúca               | Banskobystrický kraj |                                        | Szkáros                      |
| Sklabiná              | Veľký Krtíš          | Banskobystrický kraj |                                        | Mikszáthfalva                |
| Sklabiňa              | Martin               | Žilinský kraj        |                                        | Szklabinya                   |
| Sklabinský Podzámok   | Martin               | Žilinský kraj        |                                        | Szklabinyaváralja            |
| Sklené                | Turčianske Teplice   | Žilinský kraj        | Glaserhau                              | Turócnémeti                  |
| Sklené Teplice        | Žiar nad Hronom      | Banskobystrický kraj | Glashütten bei Neusohl                 | Szklenófürdő                 |
| Skrabské              | Vranov nad Topľou    | Prešovský kraj       |                                        | Tapolymogyorós               |
| Skýcov                | Zlaté Moravce        | Nitranský kraj       |                                        | Kicő                         |
| Sládkovičovo          | Galanta              | Trnavský kraj        | Diosek oder Nußdorf                    | Diószeg                      |
| Slančík               | Košice-okolí         | Košický kraj         | Kleinsalzburg                          | Kisszalánc                   |
| Slanec                | Košice-okolí         | Košický kraj         | Salzburg, Zalantz                      | Nagyszalánc                  |
| Slanská Huta          | Košice-okolí         | Košický kraj         | Salzburgerhütte, Wallenhütte           | Szalánchuta                  |
| Slanské Nové Mesto    | Košice-okolí         | Košický kraj         |                                        | Szaláncújváros               |
| Slaská                | Žiar nad Hronom      | Banskobystrický kraj |                                        | Mogyorómál                   |
| Slatina               | Levice               | Nitranský kraj       |                                        | Szalatnya                    |
| Slatina nad Bebravou  | Bánovce nad Bebravou | Trenčínský kraj      |                                        | Felsőszalatna                |
| Slatinka nad Bebravou | Bánovce nad Bebravou | Trenčínský kraj      |                                        | Alsószalatna                 |
| Slatinské Lazy        | Detva                | Banskobystrický kraj |                                        | Szalatnairtvány              |
| Slatvina              | Spišská Nová Ves     | Košický kraj         | Salzbrunn in der Zips                  | Szlatvin                     |
| Slavec                | Rožňava              | Košický kraj         | Salotz                                 | Szalóc                       |
| Slavkovce             | Michalovce           | Košický kraj         |                                        | Szalók                       |
| Slavnica              | Ilava                | Trenčínský kraj      |                                        | Szalonca                     |
| Slavoška              | Rožňava              | Košický kraj         |                                        | Kisszabos                    |
| Slavošovce            | Rožňava              | Košický kraj         |                                        | Nagyszabos                   |
| Sľažany               | Zlaté Moravce        | Nitranský kraj       |                                        | Szelezsény                   |
| Slepčany              | Zlaté Moravce        | Nitranský kraj       |                                        | Szelepcsény                  |
| Sliač                 | Zvolen               | Banskobystrický kraj | Sliatsch                               | Szliács                      |
| Sliepkovce            | Michalovce           | Košický kraj         |                                        | Dénesújfalu                  |
| Slivník               | Trebišov             | Košický kraj         |                                        | Szilvásújfalu                |
| Slizké                | Rimavská Sobota      | Banskobystrický kraj |                                        | Szeleste                     |
| Slopná                | Považská Bystrica    | Trenčínský kraj      |                                        | Szolopna                     |
| Slovany               | Martin               | Žilinský kraj        | Schloben                               | Turóctótfalu                 |
| Slovenská Kajňa       | Vranov nad Topľou    | Prešovský kraj       |                                        | Alsónýirjes                  |
| Slovenská Ľupča       | Banská Bystrica      | Banskobystrický kraj | Windischlipsch, Böhmisch-Luptsch       | Zólyomlipcse                 |
| Slovenská Nová Ves    | Trnava               | Trnavský kraj        | Neudorf bei Ziffer, Slowakisch Neudorf | Vedrődújfalu                 |
| Slovenská Ves         | Kežmarok             | Prešovský kraj       | Windischdorf in der Zips               | Szepestótfalu                |
| Slovenská Volová      | Humenné              | Prešovský kraj       |                                        | Kisökrös                     |
| Slovenské Ďarmoty     | Veľký Krtíš          | Banskobystrický kraj | Slowakisch Jahrmarkt                   | Tótgyarmat                   |
| Slovenské Kľačany     | Veľký Krtíš          | Banskobystrický kraj |                                        | Tótkelecsény                 |
| Slovenské Krivé       | Humenné              | Prešovský kraj       |                                        | Görbény                      |
| Slovenské Nové Mesto  | Trebišov             | Košický kraj         | Slowakisch-Neustadt                    | Újhely, Kisújhely, Tótújhely |
| Slovenské Pravno      | Turčianske Teplice   | Žilinský kraj        | Windisch-Proben                        | Tótpróna                     |
| Slovenský Grob        | Pezinok              | Bratislavský kraj    | Windisch-Eisgrub, Böhmisch-Grub        | Tótgurab                     |
| Slovinky              | Spišská Nová Ves     | Košický kraj         | Höfen in der Zips                      | Szalánk                      |
| Smilno                | Bardejov             | Prešovský kraj       |                                        | Szemelnye                    |
| Smižany               | Spišská Nová Ves     | Košický kraj         | Schmögen                               | Szepessümeg                  |
| Smolenice             | Trnava               | Trnavský kraj        | Schmollnitz, Smolenitz                 | Szomolány                    |
| Smolinské             | Senica               | Trnavský kraj        | Schmalenz                              | Szomolánka                   |
| Smolnícka Huta        | Gelnica              | Košický kraj         | Schmöllnitzhütte, Schmöllnitzer-Hütte  | Szomolnokhuta                |
| Smolník               | Gelnica              | Košický kraj         | Schmöllnitz                            | Szomolnok                    |
| Smrdáky               | Senica               | Trnavský kraj        |                                        | Büdöskő                      |
| Smrečany              | Liptovský Mikuláš    | Žilinský kraj        |                                        | Szmrecsán                    |
| Snakov                | Bardejov             | Prešovský kraj       |                                        | Szánkó                       |
| Snežnica              | Kysucké Nové Mesto   | Žilinský kraj        |                                        | Havas                        |
| Snina                 | Snina                | Prešovský kraj       |                                        | Szinna                       |
| Soblahov              | Trenčín              | Trenčínský kraj      | Soblahof                               | Cobolyfalu                   |
| Soboš                 | Svidník              | Prešovský kraj       |                                        | Szobos                       |
| Sobotište             | Senica               | Trnavský kraj        | Freischütz                             | Ószombat                     |
| Sobrance              | Sobrance             | Košický kraj         | Zobrantz                               | Szobránc                     |
| Socovce               | Martin               | Žilinský kraj        | Sankt Maria in der Turz                | Szoczóc                      |
| Sokoľ                 | Košice-okolí         | Košický kraj         |                                        | Hernádszokoly                |
| Sokoľany              | Košice-okolí         | Košický kraj         |                                        | Abaújszakaly                 |
| Sokolce               | Komárno              | Nitranský kraj       |                                        | Lakszakállas                 |
| Sokolovce             | Piešťany             | Trnavský kraj        |                                        | Vágszakály                   |
| Soľ                   | Vranov nad Topľou    | Prešovský kraj       |                                        | Sókút                        |
| Solčany               | Topoľčany            | Nitranský kraj       |                                        | Szolcsány                    |
| Solčianky             | Topoľčany            | Nitranský kraj       |                                        | Szolcsányka                  |
| Soľnička              | Trebišov             | Košický kraj         |                                        | Szolnocska                   |
| Soľník                | Stropkov             | Prešovský kraj       |                                        | Szálnok                      |
| Sološnica             | Malacky              | Bratislavský kraj    | Breitenbrunn                           | Széleskút                    |
| Somotor               | Trebišov             | Košický kraj         |                                        | Szomotor                     |
| Sopkovce              | Humenné              | Prešovský kraj       |                                        | Szopkóc                      |
| Spišská Belá          | Kežmarok             | Prešovský kraj       | Valtensdorf                            | Szepesbéla                   |
| Spišská Nová Ves      | Spišská Nová Ves     | Košický kraj         | (Zipser) Neudorf                       | Igló                         |
| Spišská Stará Ves     | Kežmarok             | Prešovský kraj       | Zipser Altendorf                       | Szepesófalu                  |
| Spišská Teplica       | Poprad               | Prešovský kraj       | Töpplitz                               | Szepestapolca                |
| Spišské Bystré        | Poprad               | Prešovský kraj       | Kuhbach                                | Hernádfalu                   |
| Spišské Hanušovce     | Kežmarok             | Prešovský kraj       | Hanusdorf, Henschau                    | Hanusfalva                   |
| Spišské Podhradie     | Levoča               | Prešovský kraj       | Kirchdrauf                             | Szepesváralja                |
| Spišské Tomášovce     | Spišská Nová Ves     | Košický kraj         | Tammsdorf, Tomsdorf                    | Szepestamásfalva             |
| Spišské Vlachy        | Spišská Nová Ves     | Košický kraj         | Wallendorf                             | Szepesolaszi                 |
| Spišský Hrhov         | Levoča               | Prešovský kraj       | Görgau                                 | Görgő                        |
| Spišský Hrušov        | Spišská Nová Ves     | Košický kraj         | Birndorf                               | Szepeskörtvélyes             |
| Spišský Štiavnik      | Poprad               | Prešovský kraj       | Schafing, Schawnik                     | Savnik                       |
| Spišský Štvrtok       | Levoča               | Prešovský kraj       | Donnersmarkt                           | Csütörtökhely                |
| Stakčín               | Snina                | Prešovský kraj       | Staxin                                 | Takcsány                     |
| Stakčínska Roztoka    | Snina                | Prešovský kraj       |                                        | Zuhatag                      |
| Stanča                | Trebišov             | Košický kraj         |                                        | Istáncs                      |
| Stankovany            | Ružomberok           | Žilinský kraj        |                                        | Sztankován                   |
| Stankovce             | Trebišov             | Košický kraj         |                                        | Sztankóc                     |
| Stará Bašta           | Rimavská Sobota      | Banskobystrický kraj | Altbast                                | Óbást                        |
| Stará Bystrica        | Čadca                | Žilinský kraj        | Altbistritz                            | Óbeszterce                   |
| Stará Halič           | Lučenec              | Banskobystrický kraj | Altgaatsch                             | Gácsfalu                     |
| Stará Huta            | Detva                | Banskobystrický kraj |                                        | Divényhuta                   |
| Stará Kremnička       | Žiar nad Hronom      | Banskobystrický kraj | Altkremnitz                            | Ókörmöcke                    |
| Stará Lehota          | Nové Mesto nad Váhom | Trenčínský kraj      | Althau                                 | Szentmiklósvölgye            |
| Stará Lesná           | Kežmarok             | Prešovský kraj       | Altwalddorf                            | Felsőerdőfalva               |
| Stará Ľubovňa         | Stará Ľubovňa        | Prešovský kraj       | Altlublau                              | Ólubló                       |
| Stará Myjava          | Myjava               | Trenčínský kraj      | Altmiawa                               | Ómiava                       |
| Stará Turá            | Nové Mesto nad Váhom | Trenčínský kraj      | Altthurn                               | Ótura                        |
| Stará Voda            | Gelnica              | Košický kraj         | Altwasser                              | Óviz                         |
| Staré                 | Michalovce           | Košický kraj         |                                        | Sztára                       |
| Staré Hory            | Banská Bystrica      | Banskobystrický kraj | Altgebirg                              | Óhegy                        |
| Starina               | Stará Ľubovňa        | Prešovský kraj       |                                        | Poprádófalu                  |
| Starý Hrádok          | Levice               | Nitranský kraj       |                                        | Kisóvár                      |
| Starý Tekov           | Levice               | Nitranský kraj       | Altbarsch                              | Óbars                        |
| Staškov               | Čadca                | Žilinský kraj        |                                        | Szaniszlófalva               |
| Staškovce             | Stropkov             | Prešovský kraj       |                                        | Sztaskóc                     |
| Stebnícka Huta        | Bardejov             | Prešovský kraj       | Glashütte im Scharosch                 | Esztebnekhuta                |
| Stebník               | Bardejov             | Prešovský kraj       | Deutschschebnik                        | Esztebnek                    |
| Stožok                | Detva                | Banskobystrický kraj |                                        | Dombszög                     |
| Stráňany              | Stará Ľubovňa        | Prešovský kraj       | Vorwerk in der Zips                    | Nagymajor                    |
| Stráňavy              | Žilina               | Žilinský kraj        | Straniau                               | Felsőosztorány               |
| Stráne pod Tatrami    | Kežmarok             | Prešovský kraj       | Vorberg                                | Tátraalja                    |
| Stránska              | Rimavská Sobota      | Banskobystrický kraj | Eckendorf                              | Oldalfalva                   |
| Stránske              | Žilina               | Žilinský kraj        | Eckendorf in der Raas                  | Alsóosztorány                |
| Stratená              | Rožňava              | Košický kraj         |                                        | Sztracena                    |
| Stráža                | Žilina               | Žilinský kraj        |                                        | Nemesőr                      |
| Strážne               | Trebišov             | Košický kraj         |                                        | Örös                         |
| Strážske              | Michalovce           | Košický kraj         |                                        | Őrmező                       |
| Strečno               | Žilina               | Žilinský kraj        | Engtal                                 | Sztrecsény                   |
| Streda nad Bodrogom   | Trebišov             | Košický kraj         |                                        | Bodrogszerdahely             |
| Stredné Plachtince    | Veľký Krtíš          | Banskobystrický kraj |                                        | Közeppalojta                 |
| Strekov               | Nové Zámky           | Nitranský kraj       | Einsiedelei                            | Kürt                         |
| Strelníky             | Banská Bystrica      | Banskobystrický kraj | Scheiben                               | Sebő                         |
| Stretava              | Michalovce           | Košický kraj         |                                        | Nagyszeretva                 |
| Stretavka             | Michalovce           | Košický kraj         |                                        | Kisszeretva                  |
| Streženice            | Púchov               | Trenčínský kraj      |                                        | Kebeles                      |
| Strihovce             | Snina                | Prešovský kraj       |                                        | Szirtes                      |
| Stročín               | Svidník              | Prešovský kraj       |                                        | Szorocsány                   |
| Stropkov              | Stropkov             | Prešovský kraj       | Stroppkau                              | Sztropkó                     |
| Studená               | Rimavská Sobota      | Banskobystrický kraj |                                        | Medveshidegkút               |
| Studenec              | Levoča               | Prešovský kraj       | Kohlbach in der Zips                   | Hidegpatak                   |
| Studienka             | Malacky              | Bratislavský kraj    | Hausbrunn                              | Szentistvánkút               |
| Stuľany               | Bardejov             | Prešovský kraj       |                                        | Varjufalva                   |
| Stupava               | Malacky              | Bratislavský kraj    | Stampfen                               | Stomfa                       |
| Stupné                | Považská Bystrica    | Trenčínský kraj      |                                        | Osztopna                     |
| Sučany                | Martin               | Žilinský kraj        | Sutschau                               | Szucsány                     |
| Sudince               | Krupina              | Banskobystrický kraj |                                        | Ösöd                         |
| Súdovce               | Krupina              | Banskobystrický kraj |                                        | Szúd                         |
| Suchá Dolina          | Prešov               | Prešovský kraj       |                                        | Szárazvölgy                  |
| Suchá Hora            | Tvrdošín             | Žilinský kraj        |                                        | Szuchahora                   |
| Suchá nad Parnou      | Trnava               | Trnavský kraj        | Dürrnbach                              | Szárazpatak                  |
| Sucháň                | Veľký Krtíš          | Banskobystrický kraj |                                        | Szuhány                      |
| Suché                 | Michalovce           | Košický kraj         |                                        | Zemplénszuha                 |
| Suché Brezovo         | Veľký Krtíš          | Banskobystrický kraj |                                        | Száraznyírjes                |
| Suchohrad             | Malacky              | Bratislavský kraj    | Dürrnburg                              | Dimvár                       |
| Sukov                 | Medzilaborce         | Prešovský kraj       |                                        | Szukó                        |
| Sulín                 | Stará Ľubovňa        | Prešovský kraj       | Sulm                                   | Szulin                       |
| Súľov-Hradná          | Bytča                | Žilinský kraj        |                                        | Szulyóváralja                |
| Súlovce               | Topoľčany            | Nitranský kraj       |                                        | Szulóc                       |
| Sušany                | Poltár               | Banskobystrický kraj |                                        | Susány                       |
| Sútor                 | Rimavská Sobota      | Banskobystrický kraj |                                        | Szútor                       |
| Svätá Mária           | Trebišov             | Košický kraj         |                                        | Bodrogszentmária             |
| Svätoplukovo          | Nitra                | Nitranský kraj       |                                        | Salgó                        |
| Svätuš                | Sobrance             | Košický kraj         |                                        | Szenteske                    |
| Svätuše               | Trebišov             | Košický kraj         |                                        | Bodrogszentes                |
| Svätý Anton           | Banská Štiavnica     | Banskobystrický kraj | Sankt Anton                            | Szentantal                   |
| Svätý Jur             | Pezinok              | Bratislavský kraj    | Sankt Georgen                          | Szentgyörgy                  |
| Svätý Kríž            | Liptovský Mikuláš    | Žilinský kraj        |                                        | Szentkereszt                 |
| Svätý Peter           | Komárno              | Nitranský kraj       | Sankt Peter                            | Komáromszentpéter            |
| Svederník             | Žilina               | Žilinský kraj        |                                        | Szedernye                    |
| Sverepec              | Považská Bystrica    | Trenčínský kraj      | Schwerebnitz                           | Lejtős                       |
| Sveržov               | Bardejov             | Prešovský kraj       |                                        | Ferzsó                       |
| Svetlice              | Medzilaborce         | Prešovský kraj       |                                        | Világ                        |
| Svidnička             | Svidník              | Prešovský kraj       |                                        | Kisfagyalos                  |
| Svidník               | Svidník              | Prešovský kraj       | Swidnik                                | Vízköz (Felsővízköz)         |
| Svinia                | Prešov               | Prešovský kraj       |                                        | Szinye                       |
| Svinica               | Košice-okolí         | Košický kraj         |                                        | Petőszinye                   |
| Svinice               | Trebišov             | Košický kraj         |                                        | Szinyér                      |
| Svinná                | Trenčín              | Trenčínský kraj      |                                        | Bercsény                     |
| Svit                  | Poprad               | Prešovský kraj       | Zwitt                                  | Szvit                        |
| Svodín                | Nové Zámky           | Nitranský kraj       | Seldin                                 | Szőgyén                      |
| Svrbice               | Topoľčany            | Nitranský kraj       |                                        | Szerbőc                      |
| Svrčinovec            | Čadca                | Žilinský kraj        |                                        | Fenyvesszoros                |

## Š
| Jméno               | Okres                | Kraj                 | Německy                                   | Maďarsky          |
| ------------------- | -------------------- | -------------------- | ----------------------------------------- | ----------------- |
| Šahy                | Levice               | Nitranský kraj       | Eipelschlag                               | Ipolyság          |
| Šajdíkove Humence   | Senica               | Trnavský kraj        |                                           | Sajdikhumenec     |
| Šaľa                | Šaľa                 | Nitranský kraj       | Schala                                    | Vágsellye         |
| Šalgočka            | Galanta              | Trnavský kraj        |                                           | Tótsók            |
| Šalgovce            | Topoľčany            | Nitranský kraj       |                                           | Salgócska         |
| Šalov               | Levice               | Nitranský kraj       |                                           | Garamsalló        |
| Šambron             | Stará Ľubovňa        | Prešovský kraj       | Schönbrunn im Scharosch                   | Feketekút         |
| Šamorín             | Dunajská Streda      | Trnavský kraj        | (Schütt-)Sommerein                        | Somorja           |
| Šamudovce           | Michalovce           | Košický kraj         |                                           | Sámogy            |
| Šandal              | Stropkov             | Prešovský kraj       |                                           | Sandal            |
| Šarbov              | Svidník              | Prešovský kraj       |                                           | Sarbó             |
| Šarišská Poruba     | Prešov               | Prešovský kraj       |                                           | Kapivágása        |
| Šarišská Trstená    | Prešov               | Prešovský kraj       |                                           | Nádfő             |
| Šarišské Bohdanovce | Prešov               | Prešovský kraj       |                                           | Sárodbogdány      |
| Šarišské Čierne     | Bardejov             | Prešovský kraj       |                                           | Csarnó            |
| Šarišské Dravce     | Sabinov              | Prešovský kraj       |                                           | Daróc             |
| Šarišské Jastrabie  | Stará Ľubovňa        | Prešovský kraj       |                                           | Felsőkánya        |
| Šarišské Michaľany  | Sabinov              | Prešovský kraj       |                                           | Szentmihályfalva  |
| Šarišské Sokolovce  | Sabinov              | Prešovský kraj       |                                           | Tótselymes        |
| Šarišský Štiavnik   | Svidník              | Prešovský kraj       |                                           | Sósfüred          |
| Šarkan              | Nové Zámky           | Nitranský kraj       |                                           | Sárkányfalva      |
| Šarovce             | Levice               | Nitranský kraj       |                                           | Sáró              |
| Šašová              | Bardejov             | Prešovský kraj       |                                           | Sasó              |
| Šaštín-Stráže       | Senica               | Trnavský kraj        | Schloßberg – Mohrauburg                   | Sásvármorvaőr     |
| Šávoľ               | Lučenec              | Banskobystrický kraj |                                           | Füleksávoly       |
| Šelpice             | Trnava               | Trnavský kraj        | Deutschdorf bei Dürrnbach                 | Selpőc            |
| Šemetkovce          | Svidník              | Prešovský kraj       |                                           | Szemes            |
| Šemša               | Košice-okolí         | Košický kraj         |                                           | Semse             |
| Šenkvice            | Pezinok              | Bratislavský kraj    | Schenkwitz                                | Senkőc            |
| Šiatorská Bukovinka | Lučenec              | Banskobystrický kraj |                                           | Sátorosbánya      |
| Šiba                | Bardejov             | Prešovský kraj       | Scheibe im Scharosch                      | Szekcsőalja       |
| Šíd                 | Lučenec              | Banskobystrický kraj |                                           | Gömörsid          |
| Šimonovce           | Rimavská Sobota      | Banskobystrický kraj |                                           | Rimasimonyi       |
| Šindliar            | Prešov               | Prešovský kraj       | Schingler                                 | Singlér           |
| Šintava             | Galanta              | Trnavský kraj        | Sintau                                    | Sempte            |
| Šípkov              | Bánovce nad Bebravou | Trenčínský kraj      |                                           | Báncsipkés        |
| Šípkové             | Piešťany             | Trnavský kraj        |                                           | Csipkés           |
| Širákov             | Veľký Krtíš          | Banskobystrický kraj |                                           | Sirák             |
| Širkovce            | Rimavská Sobota      | Banskobystrický kraj |                                           | Serke             |
| Široké              | Prešov               | Prešovský kraj       | Schiroschen                               | Siroka            |
| Šišov               | Bánovce nad Bebravou | Trenčínský kraj      |                                           | Sissó             |
| Šivetice            | Revúca               | Banskobystrický kraj | Schiwitz                                  | Süvete            |
| Šmigovec            | Snina                | Prešovský kraj       |                                           | Sugó              |
| Šoltýska            | Poltár               | Banskobystrický kraj |                                           | Újantalfalva      |
| Šoporňa             | Galanta              | Trnavský kraj        |                                           | Sopornya          |
| Špačince            | Trnava               | Trnavský kraj        | Spatzing                                  | Ispáca            |
| Špania Dolina       | Banská Bystrica      | Banskobystrický kraj | Herrengrund                               | Urvölgy           |
| Španie Pole         | Rimavská Sobota      | Banskobystrický kraj |                                           | Gömörispánmező    |
| Šrobárová           | Komárno              | Nitranský kraj       |                                           | Szilasháza        |
| Štefanov            | Senica               | Trnavský kraj        |                                           | Csépánfalva       |
| Štefanov nad Oravou | Tvrdošín             | Žilinský kraj        |                                           | Stepanó           |
| Štefanová           | Pezinok              | Bratislavský kraj    | Stephansdorf, Stefelsdorf                 | Istvánkirályfalva |
| Štefanovce          | Prešov               | Prešovský kraj       |                                           | Istvánvágás       |
| Štefanovce          | Vranov nad Topľou    | Prešovský kraj       |                                           | Istvántelke       |
| Štefanovičová       | Nitra                | Nitranský kraj       |                                           | Tarány            |
| Štefurov            | Svidník              | Prešovský kraj       |                                           | Istvánd           |
| Šterusy             | Piešťany             | Trnavský kraj        |                                           | Cseterőc          |
| Štiavnické Bane     | Banská Štiavnica     | Banskobystrický kraj | Schemnitzberg, Siegelsberg                | Hegybánya         |
| Štiavnička          | Ružomberok           | Žilinský kraj        |                                           | Kisselmec         |
| Štiavnik            | Bytča                | Žilinský kraj        |                                           | Trencsénselmec    |
| Štítnik             | Rožňava              | Košický kraj         |                                           | Csetnek           |
| Štós                | Košice-okolí         | Košický kraj         | Stoß                                      | Stósz             |
| Štôla               | Poprad               | Prešovský kraj       | Stolln in der Zips                        | Stóla             |
| Štrba               | Poprad               | Prešovský kraj       | Schirm                                    | Csorba            |
| Štrkovec            | Rimavská Sobota      | Banskobystrický kraj |                                           | Kövecses          |
| Štúrovo             | Nové Zámky           | Nitranský kraj       | Parkan                                    | Párkány           |
| Štvrtok             | Trenčín              | Trenčínský kraj      |                                           | Vágsütörtök       |
| Štvrtok na Ostrove  | Dunajská Streda      | Trnavský kraj        | Leopoldsdorf auf der Schütt, Donnersmarkt | Csütörtök Süllye  |
| Šuľa                | Veľký Krtíš          | Banskobystrický kraj |                                           | Süllye            |
| Šumiac              | Brezno               | Banskobystrický kraj | Königsberg bei Großrauschenbach           | Királyhegyalja    |
| Šuňava              | Poprad               | Prešovský kraj       | Schönau in der Liptau                     | Szépfalu          |
| Šurany              | Nové Zámky           | Nitranský kraj       | Altneutra                                 | Nagysurány        |
| Šurianky            | Nitra                | Nitranský kraj       |                                           | Surányka          |
| Šurice              | Lučenec              | Banskobystrický kraj |                                           | Sőreg             |
| Šúrovce             | Trnava               | Trnavský kraj        | Schur                                     | Súr               |
| Šútovce             | Prievidza            | Trenčínský kraj      |                                           | Sujtó             |
| Šútovo              | Martin               | Žilinský kraj        |                                           | Sutó              |
| Švábovce            | Poprad               | Prešovský kraj       | Schwabsdorf in der Zips                   | Svábfalva         |
| Švedlár             | Gelnica              | Košický kraj         | Schwedler                                 | Svedlér           |
| Švošov              | Ružomberok           | Žilinský kraj        |                                           | Sósó              |

## T
| Jméno                   | Okres                | Kraj                 | Německy                             | Maďarsky                |
| ----------------------- | -------------------- | -------------------- | ----------------------------------- | ----------------------- |
| Tachty                  | Rimavská Sobota      | Banskobystrický kraj |                                     | Tajti                   |
| Tajná                   | Nitra                | Nitranský kraj       |                                     | Tajnasári               |
| Tajov                   | Banská Bystrica      | Banskobystrický kraj | Teibau                              | Tajó                    |
| Ťapešovo                | Námestovo            | Žilinský kraj        |                                     | Tyapessó                |
| Tarnov                  | Bardejov             | Prešovský kraj       |                                     | Tapolytarnó             |
| Tašuľa                  | Sobrance             | Košický kraj         |                                     | Tasolya                 |
| Tatranská Javorina      | Poprad               | Prešovský kraj       | Uhrengarten                         | Javorina                |
| Tehla                   | Levice               | Nitranský kraj       |                                     | Töhöl                   |
| Tekolďany               | Hlohovec             | Trnavský kraj        |                                     | Tököld                  |
| Tekovská Breznica       | Žarnovica            | Banskobystrický kraj |                                     | Barsberzence            |
| Tekovské Lužany         | Levice               | Nitranský kraj       |                                     | Nagysalló               |
| Tekovské Nemce          | Zlaté Moravce        | Nitranský kraj       | Nemtze                              | Garamnémeti             |
| Tekovský Hrádok         | Levice               | Nitranský kraj       |                                     | Barsvárad               |
| Telgárt                 | Brezno               | Banskobystrický kraj | Thiergarten an der Königsalm        | Garamfő                 |
| Telince                 | Nitra                | Nitranský kraj       |                                     | Tild                    |
| Temeš                   | Prievidza            | Trenčínský kraj      |                                     | Divéktemes              |
| Teplička                | Spišská Nová Ves     | Košický kraj         | Tscheppensdorf, Teplitz             | Hernádtapolca           |
| Teplička nad Váhom      | Žilina               | Žilinský kraj        |                                     | Vágtapolca              |
| Tepličky                | Hlohovec             | Trnavský kraj        |                                     | Fornószeg               |
| Teplý Vrch              | Rimavská Sobota      | Banskobystrický kraj |                                     | Meleghegy               |
| Terany                  | Krupina              | Banskobystrický kraj | Terin (Unter- a Ober-)              | Terény (Alsó- a Felső-) |
| Terchová                | Žilina               | Žilinský kraj        |                                     | Terhely                 |
| Teriakovce              | Prešov               | Prešovský kraj       |                                     | Terjékfalu              |
| Terňa                   | Prešov               | Prešovský kraj       |                                     | Ternye                  |
| Tesáre                  | Topoľčany            | Nitranský kraj       |                                     | Nyitrateszér            |
| Tesárske Mlyňany        | Zlaté Moravce        | Nitranský kraj       |                                     | Taszármalonya           |
| Tešedíkovo              | Šaľa                 | Nitranský kraj       |                                     | Pered                   |
| Tibava                  | Sobrance             | Košický kraj         |                                     | Tiba                    |
| Tichý Potok             | Sabinov              | Prešovský kraj       | Stillbach                           | Csendespatak            |
| Timoradza               | Bánovce nad Bebravou | Trenčínský kraj      | Timoratz                            | Timorháza               |
| Tisinec                 | Stropkov             | Prešovský kraj       |                                     | Tizsény                 |
| Tisovec                 | Rimavská Sobota      | Banskobystrický kraj | Theißholz                           | Tiszolc                 |
| Tlmače                  | Levice               | Nitranský kraj       |                                     | Garamtolmács            |
| Točnica                 | Lučenec              | Banskobystrický kraj | Totschnitz                          | Tósár                   |
| Tokajík                 | Stropkov             | Prešovský kraj       |                                     | Felsőtokaj              |
| Tomášikovo              | Galanta              | Trnavský kraj        |                                     | Tallós                  |
| Tomášov                 | Senec                | Bratislavský kraj    | Feilendorf                          | Fél                     |
| Tomášovce               | Lučenec              | Banskobystrický kraj |                                     | Losonctamási            |
| Tomášovce               | Rimavská Sobota      | Banskobystrický kraj |                                     | Balogtamási             |
| Topoľa                  | Snina                | Prešovský kraj       |                                     | Kistopolya              |
| Topoľčany               | Topoľčany            | Nitranský kraj       | Topoltschan oder Doppelzahn         | Nagytapolcsány          |
| Topoľčianky             | Zlaté Moravce        | Nitranský kraj       | Kleintopoltschan/-doppelzahn        | Kistapolcsány           |
| Topoľnica               | Galanta              | Trnavský kraj        |                                     | Tósnyárasd              |
| Topoľníky               | Dunajská Streda      | Trnavský kraj        |                                     | Nyárasd                 |
| Topoľovka               | Humenné              | Prešovský kraj       |                                     | Topolóka                |
| Toporec                 | Kežmarok             | Prešovský kraj       | Toppertz                            | Toporc                  |
| Tornaľa                 | Revúca               | Banskobystrický kraj |                                     | Tornalja                |
| Torysa                  | Sabinov              | Prešovský kraj       |                                     | Tarca                   |
| Torysky                 | Levoča               | Prešovský kraj       | Siebenbrunn in der Zips             | Tarcafő                 |
| Tovarné                 | Vranov nad Topľou    | Prešovský kraj       |                                     | Tavarna                 |
| Tovarnianska Polianka   | Vranov nad Topľou    | Prešovský kraj       |                                     | Tavarnamező             |
| Tovarníky               | Topoľčany            | Nitranský kraj       |                                     | Tavarnok                |
| Tôň                     | Komárno              | Nitranský kraj       | Thon                                | Tany                    |
| Trakovice               | Hlohovec             | Trnavský kraj        | Trakowitz                           | Karkóc                  |
| Trávnica                | Nové Zámky           | Nitranský kraj       |                                     | Barsfüss                |
| Trávnik                 | Komárno              | Nitranský kraj       |                                     | Komáromfüss             |
| Trebatice               | Piešťany             | Trnavský kraj        |                                     | Vágterbete              |
| Trebejov                | Košice-okolí         | Košický kraj         | Therebel                            | Terebő                  |
| Trebeľovce              | Lučenec              | Banskobystrický kraj |                                     | Terbeléd                |
| Trebichava              | Bánovce nad Bebravou | Trenčínský kraj      |                                     | Terbók                  |
| Trebišov                | Trebišov             | Košický kraj         | Trebischau                          | Tőketerebes             |
| Trebostovo              | Martin               | Žilinský kraj        |                                     | Kistorboszló            |
| Trebušovce              | Veľký Krtíš          | Banskobystrický kraj |                                     | Terbegec                |
| Trenč                   | Lučenec              | Banskobystrický kraj |                                     | Tőrincs                 |
| Trenčianska Teplá       | Trenčín              | Trenčínský kraj      |                                     | Hőlak                   |
| Trenčianska Turná       | Trenčín              | Trenčínský kraj      |                                     | Tornyos                 |
| Trenčianske Bohuslavice | Nové Mesto nad Váhom | Trenčínský kraj      |                                     | Bogoszló                |
| Trenčianske Jastrabie   | Trenčín              | Trenčínský kraj      |                                     | Ölved                   |
| Trenčianske Mitice      | Trenčín              | Trenčínský kraj      | Trentschinmittitz                   | Trencsénmitta           |
| Trenčianske Stankovce   | Trenčín              | Trenčínský kraj      |                                     | Trencsénsztankóc        |
| Trenčianske Teplice     | Trenčín              | Trenčínský kraj      | Trentschinteplitz, Trentschiner-Bad | Trencsénteplic          |
| Trenčín                 | Trenčín              | Trenčínský kraj      | Trentschin                          | Trencsén                |
| Trhová Hradská          | Dunajská Streda      | Trnavský kraj        |                                     | Vásárút                 |
| Trhovište               | Michalovce           | Košický kraj         |                                     | Vásárhely               |
| Trnava                  | Trnava               | Trnavský kraj        | Tyrnau                              | Nagyszombat             |
| Trnavá Hora             | Žiar nad Hronom      | Banskobystrický kraj |                                     | Bezeréte                |
| Trnava pri Laborci      | Michalovce           | Košický kraj         |                                     | Tarna                   |
| Trnávka                 | Dunajská Streda      | Trnavský kraj        |                                     | Csallóköztárnok         |
| Trnávka                 | Trebišov             | Košický kraj         |                                     | Tarnóka                 |
| Tŕnie                   | Zvolen               | Banskobystrický kraj |                                     | Zólyomternye            |
| Trnkov                  | Prešov               | Prešovský kraj       |                                     | Kiskökény               |
| Trnovec                 | Skalica              | Trnavský kraj        |                                     | Tövisfalva              |
| Trnovec nad Váhom       | Šaľa                 | Nitranský kraj       |                                     | Tornóc                  |
| Trnovo                  | Martin               | Žilinský kraj        |                                     | Tarnó                   |
| Tročany                 | Bardejov             | Prešovský kraj       | Trotschan                           | Trocsány                |
| Trpín                   | Krupina              | Banskobystrický kraj |                                     | Terpény                 |
| Trsťany                 | Košice-okolí         | Košický kraj         | Röhrbach                            | Füzérnádaska            |
| Trstená                 | Tvrdošín             | Žilinský kraj        | Bingenstadt                         | Trsztena                |
| Trstená na Ostrove      | Dunajská Streda      | Trnavský kraj        |                                     | Csallóköznádasd         |
| Trstené                 | Liptovský Mikuláš    | Žilinský kraj        |                                     | Nádasd                  |
| Trstené pri Hornáde     | Košice-okolí         | Košický kraj         |                                     | Abaújnádasd             |
| Trstice                 | Galanta              | Trnavský kraj        |                                     | Nagyszeg                |
| Trstín                  | Trnava               | Trnavský kraj        | Röhrbach bei Schmollnitz            | Pozsonynádas            |
| Tuhár                   | Lučenec              | Banskobystrický kraj |                                     | Tugár                   |
| Tuhrina                 | Prešov               | Prešovský kraj       |                                     | Turina                  |
| Tuchyňa                 | Ilava                | Trenčínský kraj      |                                     | Tohány                  |
| Tulčík                  | Prešov               | Prešovský kraj       |                                     | Töltszék                |
| Tupá                    | Levice               | Nitranský kraj       |                                     | Kistompa                |
| Turá                    | Levice               | Nitranský kraj       |                                     | Tőre                    |
| Turany                  | Martin               | Žilinský kraj        |                                     | Nagyturány              |
| Turany nad Ondavou      | Stropkov             | Prešovský kraj       |                                     | Turány                  |
| Turcovce                | Humenné              | Prešovský kraj       |                                     | Turcóc                  |
| Turček                  | Turčianske Teplice   | Žilinský kraj        | Deutschturz                         | Turcsek                 |
| Turčianky               | Partizánske          | Trenčínský kraj      |                                     | Turcsány                |
| Turčianska Štiavnička   | Martin               | Žilinský kraj        |                                     | Kisselmec               |
| Turčianske Jaseno       | Martin               | Žilinský kraj        |                                     | Turócjeszen             |
| Turčianske Kľačany      | Martin               | Žilinský kraj        |                                     | Vágkelecsény            |
| Turčianske Teplice      | Turčianske Teplice   | Žilinský kraj        | Bad Stuben                          | Stubnyafürdő            |
| Turčiansky Ďur          | Martin               | Žilinský kraj        |                                     | Turócszentgyörgy        |
| Turčiansky Peter        | Martin               | Žilinský kraj        |                                     | Turócszentpéter         |
| Turčok                  | Revúca               | Banskobystrický kraj |                                     | Turcsok                 |
| Turecká                 | Banská Bystrica      | Banskobystrický kraj |                                     | Török                   |
| Tureň                   | Senec                | Bratislavský kraj    |                                     | Dunatorony              |
| Turie                   | Žilina               | Žilinský kraj        |                                     | Háromudvar              |
| Turík                   | Ružomberok           | Žilinský kraj        | Thurik                              | Turapatak               |
| Turňa nad Bodvou        | Košice-okolí         | Košický kraj         | Torna an der Bodwa                  | Torna                   |
| Turnianska Nová Ves     | Košice-okolí         | Košický kraj         | Neudorf bei Torna                   | Tornaújfalu             |
| Turová                  | Zvolen               | Banskobystrický kraj |                                     | Zólyomtúr               |
| Turzovka                | Čadca                | Žilinský kraj        |                                     | Turzófalva              |
| Tušice                  | Michalovce           | Košický kraj         |                                     | Tusa                    |
| Tušická Nová Ves        | Michalovce           | Košický kraj         |                                     | Tusaújfalu              |
| Tužina                  | Prievidza            | Trenčínský kraj      | Schmiedshau                         | Kovácspalota            |
| Tvarožná                | Kežmarok             | Prešovský kraj       | Durlsdorf                           | Duránd                  |
| Tvrdomestice            | Topoľčany            | Nitranský kraj       |                                     | Tordaméc                |
| Tvrdošín                | Tvrdošín             | Žilinský kraj        |                                     | Turdossin               |
| Tvrdošovce              | Nové Zámky           | Nitranský kraj       | Heiligenkreuz in der Donauniederung | Tardoskedd              |

## U
| Jméno              | Okres                | Kraj                 | Německy           | Maďarsky                 |
| ------------------ | -------------------- | -------------------- | ----------------- | ------------------------ |
| Ubľa               | Snina                | Prešovský kraj       |                   | Ugar                     |
| Úbrež              | Sobrance             | Košický kraj         | Ubresch           | Ubrezs                   |
| Udavské            | Humenné              | Prešovský kraj       |                   | Udva                     |
| Udiča              | Považská Bystrica    | Trenčínský kraj      |                   | Udva (Kisudva, Nagyudva) |
| Údol               | Stará Ľubovňa        | Prešovský kraj       |                   | Sárosújlak               |
| Uhliská            | Levice               | Nitranský kraj       |                   | Bakaszenes, Uhliszka     |
| Úhorná             | Gelnica              | Košický kraj         | Ahorn in der Zips | Dénes                    |
| Uhorská Ves        | Liptovský Mikuláš    | Žilinský kraj        |                   | Magyarfalu               |
| Uhorské            | Poltár               | Banskobystrický kraj |                   | Ipolymagyari             |
| Uhrovec            | Bánovce nad Bebravou | Trenčínský kraj      |                   | Zayugróc                 |
| Uhrovské Podhradie | Bánovce nad Bebravou | Trenčínský kraj      |                   | Zayváralja               |
| Úľany nad Žitavou  | Nové Zámky           | Nitranský kraj       |                   | Zsitvafödémes            |
| Ulič               | Snina                | Prešovský kraj       |                   | Utcás                    |
| Uličské Krivé      | Snina                | Prešovský kraj       |                   | Görbeszeg                |
| Uloža              | Levoča               | Prešovský kraj       | Köppern           | Kőperény                 |
| Uňatín             | Krupina              | Banskobystrický kraj |                   | Unyad                    |
| Unín               | Skalica              | Trnavský kraj        |                   | Nagyúny                  |
| Urmince            | Topoľčany            | Nitranský kraj       |                   | Nyitraörmény             |
| Utekáč             | Poltár               | Banskobystrický kraj |                   | Újantalvölgy             |
| Uzovce             | Sabinov              | Prešovský kraj       |                   | Úszfalva                 |
| Uzovská Panica     | Rimavská Sobota      | Banskobystrický kraj |                   | Uzapanyit                |
| Uzovské Pekľany    | Sabinov              | Prešovský kraj       | Peklin            | Úszpeklény               |
| Uzovský Šalgov     | Sabinov              | Prešovský kraj       |                   | Pusztasalgó              |

## V
| Jméno                       | Okres                | Kraj                 | Německy                                         | Maďarsky                    |
| --------------------------- | -------------------- | -------------------- | ----------------------------------------------- | --------------------------- |
| Vaďovce                     | Nové Mesto nad Váhom | Trenčínský kraj      | Wädowitz                                        | Vagyóc                      |
| Vagrinec                    | Svidník              | Prešovský kraj       |                                                 | Felsővargony                |
| Váhovce                     | Galanta              | Trnavský kraj        |                                                 | Vága                        |
| Vajkovce                    | Košice-okolí         | Košický kraj         |                                                 | Tarcavajkóv                 |
| Valaliky                    | Košice-okolí         | Košický kraj         | Bernsdorf-Allerheiligen                         | Kassamindszet               |
| Valaská                     | Brezno               | Banskobystrický kraj | Thiergarten bei Bries                           | Garamolaszka                |
| Valaská Belá                | Prievidza            | Trenčínský kraj      |                                                 | Bélapataka                  |
| Valaská Dubová              | Ružomberok           | Žilinský kraj        |                                                 | Oláhdubova                  |
| Valaškovce (vojenský obvod) | Humenné              | Prešovský kraj       |                                                 | Pásztorhegy                 |
| Valča                       | Martin               | Žilinský kraj        |                                                 | Valcsa                      |
| Valentovce                  | Medzilaborce         | Prešovský kraj       |                                                 | Valentóc (Bálintpuszta)     |
| Valice                      | Rimavská Sobota      | Banskobystrický kraj |                                                 | Alsóvály                    |
| Valkovce                    | Svidník              | Prešovský kraj       |                                                 | Vajkvágása                  |
| Vaľkovňa                    | Brezno               | Banskobystrický kraj |                                                 | Nándorvölgy                 |
| Vaniškovce                  | Bardejov             | Prešovský kraj       |                                                 | Iványos                     |
| Vápeník                     | Svidník              | Prešovský kraj       |                                                 | Mészegető                   |
| Varadka                     | Bardejov             | Prešovský kraj       | Kleinwardein                                    | Váradka                     |
| Varechovce                  | Stropkov             | Prešovský kraj       |                                                 | Variháza                    |
| Varhaňovce                  | Prešov               | Prešovský kraj       |                                                 | Vargony                     |
| Varín                       | Žilina               | Žilinský kraj        | Warin in der Kleinen Fatra                      | Várna                       |
| Vasiľov                     | Námestovo            | Žilinský kraj        |                                                 | Vasziló                     |
| Vavrečka                    | Námestovo            | Žilinský kraj        |                                                 | Vavrecska                   |
| Vavrinec                    | Vranov nad Topľou    | Prešovský kraj       |                                                 | Lőrincvágása                |
| Vavrišovo                   | Liptovský Mikuláš    | Žilinský kraj        |                                                 | Vavrisó                     |
| Važec                       | Liptovský Mikuláš    | Žilinský kraj        | Waagsdorf                                       | Vázsec                      |
| Včelince                    | Rimavská Sobota      | Banskobystrický kraj |                                                 | Méhi                        |
| Večelkov                    | Rimavská Sobota      | Banskobystrický kraj |                                                 | Vecseklő                    |
| Vechec                      | Vranov nad Topľou    | Prešovský kraj       |                                                 | Vehéc                       |
| Veľaty                      | Trebišov             | Košický kraj         |                                                 | Velejte                     |
| Velčice                     | Zlaté Moravce        | Nitranský kraj       |                                                 | Velséc                      |
| Veličná                     | Dolný Kubín          | Žilinský kraj        |                                                 | Nagyfalu                    |
| Veľká Čalomija              | Veľký Krtíš          | Banskobystrický kraj |                                                 | Nagycsalomja                |
| Veľká Čausa                 | Prievidza            | Trenčínský kraj      | Großtschauß                                     | Nagycsóta                   |
| Veľká Čierna                | Žilina               | Žilinský kraj        |                                                 | Nagycserna                  |
| Veľká Dolina                | Nitra                | Nitranský kraj       |                                                 | Nagyvölgy                   |
| Veľká Franková              | Kežmarok             | Prešovský kraj       | Großfrankenau                                   | Nagyfrankvágása             |
| Veľká Hradná                | Trenčín              | Trenčínský kraj      |                                                 | Nagyradna                   |
| Veľká Ida                   | Košice-okolí         | Košický kraj         | Großeidau                                       | Nagyida                     |
| Veľká Lehota                | Žarnovica            | Banskobystrický kraj | Großhay, Großlehota                             | Nagyülés                    |
| Veľká Lesná                 | Stará Ľubovňa        | Prešovský kraj       | Reichwald                                       | Kristályfalu                |
| Veľká Lodina                | Košice-okolí         | Košický kraj         |                                                 | Nagyladna                   |
| Veľká Lomnica               | Kežmarok             | Prešovský kraj       | Großlomnitz                                     | Kakaslomnic                 |
| Veľká Lúka                  | Zvolen               | Banskobystrický kraj |                                                 | Nagyrét                     |
| Veľká Mača                  | Galanta              | Trnavský kraj        |                                                 | Nagymácséd                  |
| Veľká nad Ipľom             | Lučenec              | Banskobystrický kraj |                                                 | Vilke                       |
| Veľká Paka                  | Dunajská Streda      | Trnavský kraj        | Großkapeln                                      | Nagypaka                    |
| Veľká Tŕňa                  | Trebišov             | Košický kraj         | Kriersdorf                                      | Nagytoronya                 |
| Veľká Ves                   | Poltár               | Banskobystrický kraj |                                                 | Losoncnagyfalu              |
| Veľká Ves nad Ipľom         | Veľký Krtíš          | Banskobystrický kraj |                                                 | Ipolynagyfalu               |
| Veľké Bierovce              | Trenčín              | Trenčínský kraj      |                                                 | Nagybiróc                   |
| Veľké Blahovo               | Dunajská Streda      | Trnavský kraj        |                                                 | Nemesabony                  |
| Veľké Borové                | Liptovský Mikuláš    | Žilinský kraj        |                                                 | Nagyborove                  |
| Veľké Dravce                | Lučenec              | Banskobystrický kraj |                                                 | Nagydaróc                   |
| Veľké Držkovce              | Bánovce nad Bebravou | Trenčínský kraj      | (Groß-)Derschkowitz                             | Nagydraskóc                 |
| Veľké Dvorany               | Topoľčany            | Nitranský kraj       | Großdoworan                                     | Nagyudvar                   |
| Veľké Dvorníky              | Dunajská Streda      | Trnavský kraj        |                                                 | Nagyudvarnok                |
| Veľké Hoste                 | Bánovce nad Bebravou | Trenčínský kraj      | Großhoste                                       | Nagyvendég                  |
| Veľké Chlievany             | Bánovce nad Bebravou | Trenčínský kraj      | Großchliwin                                     | Nagyhelvény                 |
| Veľké Chyndice              | Nitra                | Nitranský kraj       |                                                 | Nagyhind                    |
| Veľké Kapušany              | Michalovce           | Košický kraj         | Großkapp                                        | Nagykapos                   |
| Veľké Kosihy                | Komárno              | Nitranský kraj       |                                                 | Nagykeszi                   |
| Veľké Kostoľany             | Piešťany             | Trnavský kraj        | Großkostolian                                   | Nagykosztolány              |
| Veľké Kozmálovce            | Levice               | Nitranský kraj       |                                                 | Nagykoszmály                |
| Veľké Kršteňany             | Partizánske          | Trenčínský kraj      |                                                 | Nagykeresnye                |
| Veľké Leváre                | Malacky              | Bratislavský kraj    | Großschützen                                    | Nagylévárd                  |
| Veľké Lovce                 | Nové Zámky           | Nitranský kraj       |                                                 | Újlót                       |
| Veľké Ludince               | Levice               | Nitranský kraj       |                                                 | Nagyölved                   |
| Veľké Orvište               | Piešťany             | Trnavský kraj        | Großorwische                                    | Nagyőrvistye                |
| Veľké Ozorovce              | Trebišov             | Košický kraj         |                                                 | Nagyazar                    |
| Veľké Pole                  | Žarnovica            | Banskobystrický kraj |                                                 | Pálosnagymező               |
| Veľké Raškovce              | Michalovce           | Košický kraj         |                                                 | Nagyráska                   |
| Veľké Revištia              | Sobrance             | Košický kraj         |                                                 | Felsőröcse                  |
| Veľké Ripňany               | Topoľčany            | Nitranský kraj       | Großrippen                                      | Nagyrépény                  |
| Veľké Rovné                 | Bytča                | Žilinský kraj        |                                                 | Nagyróna                    |
| Veľké Slemence              | Michalovce           | Košický kraj         |                                                 | Nagyszelmenc                |
| Veľké Straciny              | Veľký Krtíš          | Banskobystrický kraj |                                                 | Nagyhalom                   |
| Veľké Teriakovce            | Rimavská Sobota      | Banskobystrický kraj |                                                 | Bakostörék                  |
| Veľké Trakany               | Trebišov             | Košický kraj         |                                                 | Nagytárkány                 |
| Veľké Turovce               | Levice               | Nitranský kraj       | Großthur                                        | Nagytúr (Kisközéptúr)       |
| Veľké Uherce                | Partizánske          | Trenčínský kraj      | Großugerwitz                                    | Nagyugróc                   |
| Veľké Úľany                 | Galanta              | Trnavský kraj        |                                                 | Nagyfödémes                 |
| Veľké Vozokany              | Zlaté Moravce        | Nitranský kraj       |                                                 | Nagyvezekény                |
| Veľké Zálužie               | Nitra                | Nitranský kraj       |                                                 | Nyitraújlak                 |
| Veľké Zlievce               | Veľký Krtíš          | Banskobystrický kraj | Großzellowitz                                   | Felsőzellő                  |
| Veľkrop                     | Stropkov             | Prešovský kraj       |                                                 | Velkő                       |
| Veľký Biel                  | Senec                | Bratislavský kraj    | Ungarisch-Biel                                  | Magyarbél                   |
| Veľký Blh                   | Rimavská Sobota      | Banskobystrický kraj |                                                 | Vámosbalog                  |
| Veľký Cetín                 | Nitra                | Nitranský kraj       | Großzettin                                      | Nagycétény                  |
| Veľký Čepčín                | Turčianske Teplice   | Žilinský kraj        |                                                 | Nagycsepcsény               |
| Veľký Ďur                   | Levice               | Nitranský kraj       |                                                 | Nagygyőröd                  |
| Veľký Folkmar               | Gelnica              | Košický kraj         | Großvolkmar                                     | Nagysolymár                 |
| Veľký Grob                  | Galanta              | Trnavský kraj        | Deutschgrub, Deutscheisgrub                     | Magyargurab                 |
| Veľký Horeš                 | Trebišov             | Košický kraj         |                                                 | Nagygéres                   |
| Veľký Kamenec               | Trebišov             | Košický kraj         |                                                 | Nagykövesd                  |
| Veľký Klíž                  | Partizánske          | Trenčínský kraj      |                                                 | Nagykolos                   |
| Veľký Krtíš                 | Veľký Krtíš          | Banskobystrický kraj | Großkritsch                                     | Nagykürtös                  |
| Veľký Kýr                   | Nové Zámky           | Nitranský kraj       |                                                 | Nyitranagykér (Nyitrakér)   |
| Veľký Lapáš                 | Nitra                | Nitranský kraj       |                                                 | Nagylapás                   |
| Veľký Lipník                | Stará Ľubovňa        | Prešovský kraj       | Großlaupnik                                     | Nagyhársas                  |
| Veľký Lom                   | Veľký Krtíš          | Banskobystrický kraj |                                                 | Nagylám                     |
| Veľký Meder                 | Dunajská Streda      | Trnavský kraj        | Großmagendorf                                   | Nagymegyer                  |
| Veľký Slavkov               | Poprad               | Prešovský kraj       | Großschlagendorf                                | Nagyszalók                  |
| Veľký Slivník               | Prešov               | Prešovský kraj       |                                                 | Nagyszilva                  |
| Veľký Šariš                 | Prešov               | Prešovský kraj       | Großscharosch                                   | Nagysáros                   |
| Veľopolie                   | Humenné              | Prešovský kraj       |                                                 | Szélesmező                  |
| Velušovce                   | Topoľčany            | Nitranský kraj       |                                                 | Velős                       |
| Vernár                      | Poprad               | Prešovský kraj       | Wernsdorf bei Grenzburg                         | Vernár                      |
| Veselé                      | Piešťany             | Trnavský kraj        | Wessele                                         | Vigvár                      |
| Veterná Poruba              | Liptovský Mikuláš    | Žilinský kraj        |                                                 | Szélporuba                  |
| Vidiná                      | Lučenec              | Banskobystrický kraj |                                                 | Videfalva                   |
| Vieska                      | Dunajská Streda      | Trnavský kraj        |                                                 | Dunakisfalud                |
| Vieska                      | Veľký Krtíš          | Banskobystrický kraj |                                                 | Tótkisfalu                  |
| Vieska nad Blhom            | Rimavská Sobota      | Banskobystrický kraj |                                                 | Balogújfalu                 |
| Vieska nad Žitavou          | Zlaté Moravce        | Nitranský kraj       |                                                 | Barskisfalud                |
| Vígľaš                      | Detva                | Banskobystrický kraj |                                                 | Végles                      |
| Vígľašská Huta-Kalinka      | Detva                | Banskobystrický kraj |                                                 | Végleshutakálnok            |
| Vikartovce                  | Poprad               | Prešovský kraj       | Weigsdorf in der Zips, Weichsdorf, Wechselsdorf | Hernádfő                    |
| Vinica                      | Veľký Krtíš          | Banskobystrický kraj | -                                               | Ipolynyék                   |
| Viničky                     | Trebišov             | Košický kraj         |                                                 | Szőllőske                   |
| Viničné                     | Pezinok              | Bratislavský kraj    | Schweinsbach, Schwanzbach                       | Hattyúpatak                 |
| Vinné                       | Michalovce           | Košický kraj         |                                                 | Vinna                       |
| Vinodol                     | Nitra                | Nitranský kraj       | Sillesch                                        | Nyitraszőllős               |
| Vinohrady nad Váhom         | Galanta              | Trnavský kraj        |                                                 | Szentharaszt                |
| Vinosady                    | Pezinok              | Bratislavský kraj    | Zuckersdorf-Tierling (Weingärten)               | Csukárd-Terlény             |
| Virt                        | Komárno              | Nitranský kraj       |                                                 | Virt, Vért                  |
| Vislanka                    | Stará Ľubovňa        | Prešovský kraj       | Wüstfelde                                       | Pusztamező                  |
| Vislava                     | Stropkov             | Prešovský kraj       |                                                 | Kisvajszló                  |
| Visolaje                    | Púchov               | Trenčínský kraj      |                                                 | Viszolaj                    |
| Višňov                      | Trebišov             | Košický kraj         |                                                 | Visnyó                      |
| Višňové                     | Nové Mesto nad Váhom | Trenčínský kraj      | Wischenau                                       | Alsóvisnyó                  |
| Višňové                     | Revúca               | Banskobystrický kraj |                                                 | Kisvisnyó                   |
| Višňové                     | Žilina               | Žilinský kraj        |                                                 | Felsővisnyó                 |
| Vištuk                      | Pezinok              | Bratislavský kraj    | Wischteich                                      | Kárpáthalas                 |
| Vitanová                    | Tvrdošín             | Žilinský kraj        |                                                 | Vitanova                    |
| Víťaz                       | Prešov               | Prešovský kraj       |                                                 | Nagyvitéz                   |
| Víťazovce                   | Humenné              | Prešovský kraj       |                                                 | Vitézvágás                  |
| Vítkovce                    | Spišská Nová Ves     | Košický kraj         | Wittkensdorf                                    | Vitfalva                    |
| Vlača                       | Vranov nad Topľou    | Prešovský kraj       |                                                 | Balázsi                     |
| Vladiča                     | Stropkov             | Prešovský kraj       |                                                 | Ladács                      |
| Vlachovo                    | Rožňava              | Košický kraj         | Lampertsdorf, Lambsdorf                         | Oláhpatak                   |
| Vlachy                      | Liptovský Mikuláš    | Žilinský kraj        |                                                 | Nagyolaszi                  |
| Vlčany                      | Šaľa                 | Nitranský kraj       |                                                 | Vágfarkasd                  |
| Vlčkovce                    | Trnava               | Trnavský kraj        | Wolfsbrück                                      | Farkashida                  |
| Vlkanová                    | Banská Bystrica      | Banskobystrický kraj |                                                 | Farkasfalva, Farkaspetőalva |
| Vlkas                       | Nové Zámky           | Nitranský kraj       |                                                 | Valkház                     |
| Vlková                      | Kežmarok             | Prešovský kraj       | Farksdorf                                       | Farkasfalva                 |
| Vlkovce                     | Kežmarok             | Prešovský kraj       | Kunzendorf in der Zips                          | Kiskuncfalva                |
| Vlky                        | Senec                | Bratislavský kraj    | Nickelsdorf bei Feilendorf                      | Vők                         |
| Vlkyňa                      | Rimavská Sobota      | Banskobystrický kraj |                                                 | Velkenye                    |
| Voderady                    | Trnava               | Trnavský kraj        |                                                 | Vedrőd                      |
| Vojany                      | Michalovce           | Košický kraj         |                                                 | Vaján                       |
| Vojčice                     | Trebišov             | Košický kraj         | Wetz                                            | Vécse                       |
| Vojka                       | Trebišov             | Košický kraj         |                                                 | Véke                        |
| Vojka nad Dunajom           | Dunajská Streda      | Trnavský kraj        |                                                 | Vajka, Vajkakeszölce        |
| Vojkovce                    | Spišská Nová Ves     | Košický kraj         | Woikensdorf                                     | Vojkfalva                   |
| Vojňany                     | Kežmarok             | Prešovský kraj       | Krieg                                           | Krig                        |
| Vojnatina                   | Sobrance             | Košický kraj         |                                                 | Vajna                       |
| Vojtovce                    | Stropkov             | Prešovský kraj       | Vogthau                                         | Vojtvágása                  |
| Voľa                        | Michalovce           | Košický kraj         |                                                 | Laborcfalva                 |
| Volica                      | Medzilaborce         | Prešovský kraj       |                                                 | Ökröske                     |
| Volkovce                    | Zlaté Moravce        | Nitranský kraj       |                                                 | Valkóc                      |
| Voznica                     | Žarnovica            | Banskobystrický kraj |                                                 | Garamrév                    |
| Vozokany                    | Galanta              | Trnavský kraj        |                                                 | Pozsonyvezekény             |
| Vozokany                    | Topoľčany            | Nitranský kraj       | Weseken                                         | Végvezekény                 |
| Vráble                      | Nitra                | Nitranský kraj       |                                                 | Verebély                    |
| Vrádište                    | Skalica              | Trnavský kraj        | Hradisch bei Skalitz                            | Várköz                      |
| Vrakúň                      | Dunajská Streda      | Trnavský kraj        |                                                 | Várkony (Nyékvárkony)       |
| Vranov nad Topľou           | Vranov nad Topľou    | Prešovský kraj       | Frö(h)nel/Vronau an der Töpl                    | Varannó                     |
| Vrbnica                     | Michalovce           | Košický kraj         |                                                 | Füzesér                     |
| Vrbov                       | Kežmarok             | Prešovský kraj       | Menhardsdorf                                    | Ménhárd                     |
| Vrbová nad Váhom            | Komárno              | Nitranský kraj       |                                                 | Vágfüzes                    |
| Vrbovce                     | Myjava               | Trenčínský kraj      |                                                 | Verbóc                      |
| Vrbové                      | Piešťany             | Trnavský kraj        | Werbau                                          | Verbó                       |
| Vrbovka                     | Veľký Krtíš          | Banskobystrický kraj |                                                 | Ipolyvarbó                  |
| Vrchteplá                   | Považská Bystrica    | Trenčínský kraj      |                                                 | Felsőhéve                   |
| Vrícko                      | Martin               | Žilinský kraj        | Münnichwies an der Vries                        | Turócremete                 |
| Vršatské Podhradie          | Ilava                | Trenčínský kraj      | Löwenstein bei Prußkau                          | Oroszlánkő                  |
| Vrútky                      | Martin               | Žilinský kraj        | Rutteck                                         | Ruttka                      |
| Vtáčkovce                   | Košice-okolí         | Košický kraj         |                                                 | Patacskő                    |
| Výborná                     | Kežmarok             | Prešovský kraj       | Bierbrunn                                       | Sörkút                      |
| Výčapy-Opatovce             | Nitra                | Nitranský kraj       |                                                 | Vicsápapáti                 |
| Vydrany                     | Dunajská Streda      | Trnavský kraj        |                                                 | Nemeshodos                  |
| Vydrná                      | Púchov               | Trenčínský kraj      |                                                 | Vidornya                    |
| Vydrník                     | Poprad               | Prešovský kraj       | Eimerau                                         | Védfalu                     |
| Vyhne                       | Žiar nad Hronom      | Banskobystrický kraj | Eisenbach                                       | Vihnye, Vihnyepeszerény     |
| Východná                    | Liptovský Mikuláš    | Žilinský kraj        |                                                 | Vichodna                    |
| Výrava                      | Medzilaborce         | Prešovský kraj       | Wirwa                                           | Virava                      |
| Vysočany                    | Bánovce nad Bebravou | Trenčínský kraj      |                                                 | Viszocsány                  |
| Vysoká                      | Banská Štiavnica     | Banskobystrický kraj |                                                 | Magaslak                    |
| Vysoká                      | Sabinov              | Prešovský kraj       |                                                 | Magas                       |
| Vysoká nad Kysucou          | Čadca                | Žilinský kraj        |                                                 | Hegyeshely                  |
| Vysoká nad Uhom             | Michalovce           | Košický kraj         |                                                 | Magasrév                    |
| Vysoká pri Morave           | Malacky              | Bratislavský kraj    | Hochstetten                                     | Nagymagasfalu               |
| Vysoké Tatry                | Poprad               | Prešovský kraj       | -                                               | Magastátra                  |
| Vyškovce                    | Stropkov             | Prešovský kraj       |                                                 | Viskó                       |
| Vyškovce nad Ipľom          | Levice               | Nitranský kraj       |                                                 | Ipolyvisk                   |
| Vyšná Boca                  | Liptovský Mikuláš    | Žilinský kraj        | Oberbotzau                                      | Királyboca                  |
| Vyšná Hutka                 | Košice-okolí         | Košický kraj         |                                                 | Felsőhutka                  |
| Vyšná Jablonka              | Humenné              | Prešovský kraj       |                                                 | Felsőalmád                  |
| Vyšná Jedľová               | Svidník              | Prešovský kraj       |                                                 | Felsőfenyves                |
| Vyšná Kamenica              | Košice-okolí         | Košický kraj         | Oberkamenitz                                    | Felsőkemence                |
| Vyšná Myšľa                 | Košice-okolí         | Košický kraj         |                                                 | Felsőmislye                 |
| Vyšná Olšava                | Stropkov             | Prešovský kraj       |                                                 | Felsőolsva                  |
| Vyšná Pisaná                | Svidník              | Prešovský kraj       |                                                 | Felsőhímes                  |
| Vyšná Polianka              | Bardejov             | Prešovský kraj       |                                                 | Felsőpagony                 |
| Vyšná Rybnica               | Sobrance             | Košický kraj         |                                                 | Felsőhalas                  |
| Vyšná Sitnica               | Humenné              | Prešovský kraj       |                                                 | Felsővirányos               |
| Vyšná Slaná                 | Rožňava              | Košický kraj         | Obersalz                                        | Felsősajó                   |
| Vyšná Šebastová             | Prešov               | Prešovský kraj       |                                                 | Felsősebes                  |
| Vyšná Voľa                  | Bardejov             | Prešovský kraj       |                                                 | Felsőszabados               |
| Vyšné Ladičkovce            | Humenné              | Prešovský kraj       |                                                 | Felsőlászlófalva            |
| Vyšné nad Hronom            | Levice               | Nitranský kraj       |                                                 | Nagyod                      |
| Vyšné Nemecké               | Sobrance             | Košický kraj         | Oberdeutschendorf                               | Felsőnémeti                 |
| Vyšné Remety                | Sobrance             | Košický kraj         |                                                 | Jeszenőremete               |
| Vyšné Repaše                | Levoča               | Prešovský kraj       | Oberrippsch                                     | Felsőrépás                  |
| Vyšné Ružbachy              | Stará Ľubovňa        | Prešovský kraj       | Oberrauschenbach                                | Felsőzúgó                   |
| Vyšné Valice                | Rimavská Sobota      | Banskobystrický kraj |                                                 | Felsővály                   |
| Vyšný Čaj                   | Košice-okolí         | Košický kraj         |                                                 | Felsőcsáj                   |
| Vyšný Hrabovec              | Stropkov             | Prešovský kraj       |                                                 | Kisgyertyános               |
| Vyšný Hrušov                | Humenné              | Prešovský kraj       |                                                 | Felsőkörtyvélyes            |
| Vyšný Kazimír               | Vranov nad Topľou    | Prešovský kraj       |                                                 | Felsőkázmér                 |
| Vyšný Klátov                | Košice-okolí         | Košický kraj         | Oberbeckseifen                                  | Felsőtőkés                  |
| Vyšný Komárnik              | Svidník              | Prešovský kraj       | Oberkormarnik in der Krein                      | Felsőkomárnok               |
| Vyšný Kručov                | Bardejov             | Prešovský kraj       |                                                 | Krucsó                      |
| Vyšný Kubín                 | Dolný Kubín          | Žilinský kraj        | Oberkubin                                       | Felsőkubin                  |
| Vyšný Mirošov               | Svidník              | Prešovský kraj       |                                                 | Felsőerse                   |
| Vyšný Orlík                 | Svidník              | Prešovský kraj       | Oberorlich                                      | Felsőodor                   |
| Vyšný Skálnik               | Rimavská Sobota      | Banskobystrický kraj |                                                 | Felsősziklás                |
| Vyšný Slavkov               | Levoča               | Prešovský kraj       | Oberschlauch                                    | Felsőszalók                 |
| Vyšný Tvarožec              | Bardejov             | Prešovský kraj       |                                                 | Felsőtaróc                  |
| Vyšný Žipov                 | Vranov nad Topľou    | Prešovský kraj       |                                                 | Tapolyizsép                 |

## Z
| Jméno                    | Okres                | Kraj                 | Německy                    | Maďarsky                             |
| ------------------------ | -------------------- | -------------------- | -------------------------- | ------------------------------------ |
| Zábiedovo                | Tvrdošín             | Žilinský kraj        |                            | Zábidó                               |
| Záborie                  | Martin               | Žilinský kraj        |                            | Zábor                                |
| Záborské                 | Prešov               | Prešovský kraj       |                            | Harság                               |
| Zádiel                   | Košice-okolí         | Košický kraj         |                            | Szádelő                              |
| Zádor                    | Rimavská Sobota      | Banskobystrický kraj |                            | Zádorháza                            |
| Záhor                    | Sobrance             | Košický kraj         |                            | Zahar                                |
| Záhorce                  | Veľký Krtíš          | Banskobystrický kraj |                            | Erdőszelestény                       |
| Záhorie (vojenský obvod) | Malacky              | Bratislavský kraj    |                            |                                      |
| Záhorská Ves             | Malacky              | Bratislavský kraj    | Ungeraiden                 | Magyarfalu                           |
| Záhradné                 | Prešov               | Prešovský kraj       |                            | Szedikert                            |
| Zacharovce               | Rimavská Sobota      | Banskobystrický kraj |                            | Zeherje                              |
| Zákamenné                | Námestovo            | Žilinský kraj        |                            | Zákameneklin                         |
| Zákopčie                 | Čadca                | Žilinský kraj        |                            | Dombelve                             |
| Zalaba                   | Levice               | Nitranský kraj       |                            | Zalaba                               |
| Zálesie                  | Kežmarok             | Prešovský kraj       | Giebel in der Zips         | Gibely                               |
| Zálesie                  | Senec                | Bratislavský kraj    | Giebel                     | Tőkésisziget                         |
| Zalužice                 | Michalovce           | Košický kraj         |                            | Zalacska (Nagyzalacska, Kiszalacska) |
| Zamarovce                | Trenčín              | Trenčínský kraj      |                            | Vágzamárd                            |
| Zámutov                  | Vranov nad Topľou    | Prešovský kraj       | Zametau                    | Opálhegy                             |
| Záriečie                 | Púchov               | Trenčínský kraj      |                            | Felsőzáros                           |
| Záskalie                 | Považská Bystrica    | Trenčínský kraj      |                            | Sziklahát                            |
| Zatín                    | Trebišov             | Košický kraj         |                            | Zétény                               |
| Závada                   | Humenné              | Prešovský kraj       |                            | Hegyzávod                            |
| Závada                   | Topoľčany            | Nitranský kraj       |                            | Nyitrazávod                          |
| Závada                   | Veľký Krtíš          | Banskobystrický kraj |                            | Érújfalu                             |
| Závadka                  | Gelnica              | Košický kraj         | Trichtbrunn in der Zips    | Görögfalu                            |
| Závadka                  | Humenné              | Prešovský kraj       |                            | Homonnazávod                         |
| Závadka                  | Michalovce           | Košický kraj         |                            | Fogas                                |
| Závadka nad Hronom       | Brezno               | Banskobystrický kraj |                            | Ágostonlak                           |
| Zavar                    | Trnava               | Trnavský kraj        |                            | Zavar                                |
| Závažná Poruba           | Liptovský Mikuláš    | Žilinský kraj        | Deutschporub               | Németporuba                          |
| Závod                    | Malacky              | Bratislavský kraj    | Sawod                      | Pozsonyzávod                         |
| Zázrivá                  | Dolný Kubín          | Žilinský kraj        |                            | Zázriva                              |
| Zbehňov                  | Trebišov             | Košický kraj         |                            | Zebegnyo                             |
| Zbehy                    | Nitra                | Nitranský kraj       |                            | Üzbég                                |
| Zboj                     | Snina                | Prešovský kraj       |                            | Harcos                               |
| Zbojné                   | Medzilaborce         | Prešovský kraj       |                            | Bajna (Óbojna, Újbojna)              |
| Zborov                   | Bardejov             | Prešovský kraj       | Sborau im Scharosch        | Zboró                                |
| Zborov nad Bystricou     | Čadca                | Žilinský kraj        | Sborau an der Bistritz     | Felsőzboró                           |
| Zbrojníky                | Levice               | Nitranský kraj       |                            | Kétfegyvernek                        |
| Zbudská Belá             | Medzilaborce         | Prešovský kraj       |                            | Izbugyabéla                          |
| Zbudské Dlhé             | Humenné              | Prešovský kraj       |                            | Laborcmező                           |
| Zbudza                   | Michalovce           | Košický kraj         |                            | Izbugya                              |
| Zbyňov                   | Žilina               | Žilinský kraj        |                            | Zebény                               |
| Zeleneč                  | Trnava               | Trnavský kraj        |                            | Szelincs                             |
| Zemianska Olča           | Komárno              | Nitranský kraj       |                            | Nemesócsa                            |
| Zemianske Kostoľany      | Prievidza            | Trenčínský kraj      | Edel-Kostolany             | Nemeskosztolány                      |
| Zemianske Podhradie      | Nové Mesto nad Váhom | Trenčínský kraj      |                            | Nemesváralja                         |
| Zemianske Sady           | Galanta              | Trnavský kraj        |                            | Nemeskürt                            |
| Zemiansky Vrbovok        | Krupina              | Banskobystrický kraj |                            | Nemesvarbók                          |
| Zemné                    | Nové Zámky           | Nitranský kraj       |                            | Szimő                                |
| Zemplín                  | Trebišov             | Košický kraj         | Semplin, Semmlin           | Zemplén                              |
| Zemplínska Nová Ves      | Trebišov             | Košický kraj         | Neudorf bei Semplin        | Zemplénújfalu                        |
| Zemplínska Široká        | Michalovce           | Košický kraj         |                            | Kráska                               |
| Zemplínska Teplica       | Trebišov             | Košický kraj         |                            | Szécskeresztúr                       |
| Zemplínske Hámre         | Snina                | Prešovský kraj       |                            | Józsefhámor                          |
| Zemplínske Hradište      | Trebišov             | Košický kraj         |                            | Hardicsa                             |
| Zemplínske Jastrabie     | Trebišov             | Košický kraj         | Jesterb                    | Magyarsas                            |
| Zemplínske Kopčany       | Michalovce           | Košický kraj         | Stolln bei Großkapp        | Hegyi                                |
| Zemplínsky Branč         | Trebišov             | Košický kraj         | Bärentz                    | Barancs                              |
| Zlatá Baňa               | Prešov               | Prešovský kraj       |                            | Aranybánya                           |
| Zlatá Idka               | Košice-okolí         | Košický kraj         | Goldeidau                  | Aranyida                             |
| Zlaté                    | Bardejov             | Prešovský kraj       | Goldbach im Scharosch      | Aranypataka                          |
| Zlaté Klasy              | Dunajská Streda      | Trnavský kraj        | Großmagendorf bei Wartberg | Nagymagyar                           |
| Zlaté Moravce            | Zlaté Moravce        | Nitranský kraj       | Goldmorawitz               | Aranyosmarót                         |
| Zlatná na Ostrove        | Komárno              | Nitranský kraj       | Golddorf                   | Csallóközaranyos                     |
| Zlatník                  | Vranov nad Topľou    | Prešovský kraj       |                            | Aranyospatak                         |
| Zlatníky                 | Bánovce nad Bebravou | Trenčínský kraj      |                            | Aranyosd                             |
| Zlatno                   | Poltár               | Banskobystrický kraj |                            | Zlatnó, Zlatnótelep                  |
| Zlatno                   | Zlaté Moravce        | Nitranský kraj       | Petschaft                  | Kisaranyos                           |
| Zliechov                 | Ilava                | Trenčínský kraj      | Schlechen                  | Zsolt                                |
| Zohor                    | Malacky              | Bratislavský kraj    | Imthal                     | Zohor                                |
| Zombor                   | Veľký Krtíš          | Banskobystrický kraj |                            | Zobor                                |
| Zubák                    | Púchov               | Trenčínský kraj      | Subak                      | Trencsénfogas                        |
| Zuberec                  | Tvrdošín             | Žilinský kraj        |                            | Zuberec (Bölényfalu)                 |
| Zubné                    | Humenné              | Prešovský kraj       |                            | Tölgyeshegy                          |
| Zubrohlava               | Námestovo            | Žilinský kraj        |                            | Zubrohlava (Bölényfő)                |
| Zvolen                   | Zvolen               | Banskobystrický kraj | Altsohl                    | Zólyom                               |
| Zvolenská Slatina        | Zvolen               | Banskobystrický kraj |                            | Nagyszalatna                         |
| Zvončín                  | Trnava               | Trnavský kraj        | Neuschlag, Swontzin        | Harangfalva                          |

## Ž
| Jméno                | Okres                | Kraj                 | Německy                    | Maďarsky                            |
| -------------------- | -------------------- | -------------------- | -------------------------- | ----------------------------------- |
| Žabokreky            | Martin               | Žilinský kraj        | Schabokrek                 | Zsámbokrét                          |
| Žabokreky nad Nitrou | Partizánske          | Trenčínský kraj      | Schambokrek                | Nyitrazsámbokrét                    |
| Žakarovce            | Gelnica              | Košický kraj         | Sockelsdorf                | Zakárfalva                          |
| Žakovce              | Kežmarok             | Prešovský kraj       | Eisdorf in der Zips        | Izsákfalva                          |
| Žalobín              | Vranov nad Topľou    | Prešovský kraj       |                            | Újszomotor                          |
| Žarnov               | Košice-okolí         | Košický kraj         |                            | Zsarnó                              |
| Žarnovica            | Žarnovica            | Banskobystrický kraj | Scharnowitz                | Zsarnóca                            |
| Žaškov               | Dolný Kubín          | Žilinský kraj        |                            | Zsaskó                              |
| Žbince               | Michalovce           | Košický kraj         |                            | Cseb, Nagycseb                      |
| Ždaňa                | Košice-okolí         | Košický kraj         | Schading bei Kaschau       | Hernádzsadány                       |
| Ždiar                | Poprad               | Prešovský kraj       | Morgenröthe                | Zár                                 |
| Žehňa                | Prešov               | Prešovský kraj       |                            | Zsegnye                             |
| Žehra                | Spišská Nová Ves     | Košický kraj         | Schigra                    | Zsigra                              |
| Železná Breznica     | Zvolen               | Banskobystrický kraj |                            | Vaségető                            |
| Železník             | Svidník              | Prešovský kraj       | Eisenberg im Scharosch     | Vaspataka                           |
| Želiezovce           | Levice               | Nitranský kraj       | Zelis                      | Zseliz                              |
| Želmanovce           | Svidník              | Prešovský kraj       |                            | Zsálmány                            |
| Želovce              | Veľký Krtíš          | Banskobystrický kraj |                            | Zsély                               |
| Žemberovce           | Levice               | Nitranský kraj       |                            | Zsember (Alsózsember, Felsőzsember) |
| Žemliare             | Levice               | Nitranský kraj       |                            | Zsemlér                             |
| Žiar                 | Liptovský Mikuláš    | Žilinský kraj        |                            | Zsár                                |
| Žiar                 | Revúca               | Banskobystrický kraj |                            | Zsór                                |
| Žiar nad Hronom      | Žiar nad Hronom      | Banskobystrický kraj | Heiligenkreutz an der Gran | Garamszentkereszt                   |
| Žibritov             | Krupina              | Banskobystrický kraj |                            | Zsibritó                            |
| Žihárec              | Šaľa                 | Nitranský kraj       |                            | Zsigárd                             |
| Žikava               | Zlaté Moravce        | Nitranský kraj       |                            | Zsikva                              |
| Žilina               | Žilina               | Žilinský kraj        | Sillein                    | Zsolna                              |
| Žíp                  | Rimavská Sobota      | Banskobystrický kraj |                            | Zsip                                |
| Žipov                | Prešov               | Prešovský kraj       |                            | Sárosizsép                          |
| Žirany               | Nitra                | Nitranský kraj       |                            | Zsére                               |
| Žitavany             | Zlaté Moravce        | Nitranský kraj       |                            | Zsitvaapáti                         |
| Žitavce              | Nitra                | Nitranský kraj       |                            | Zsitvagyarmat                       |
| Žitná-Radiša         | Bánovce nad Bebravou | Trenčínský kraj      |                            | Búzásradosa                         |
| Žlkovce              | Hlohovec             | Trnavský kraj        | Zlkowetz                   | Zsúk                                |
| Župčany              | Prešov               | Prešovský kraj       |                            | Zsebefalva                          |
| Župkov               | Prešov               | Prešovský kraj       |                            | Erdősurány                          |

- Seznam měst, obcí a vojenských obvodů na Slovensku, A–G
- Seznam měst, obcí a vojenských obvodů na Slovensku, H–L
- Seznam měst, obcí a vojenských obvodů na Slovensku, M–R
- Seznam měst, obcí a vojenských obvodů na Slovensku, S–Ž

A B C Č D E F G H Ch I J K L M N Ň O P R S Š T Ť U V Z Ž